# Sloboda-Novoselîțka, Ovruci
Sloboda-Novoselîțka (în ucraineană Слобода-Новоселицька) este un sat în comuna Rakivșciîna din raionul Ovruci, regiunea Jîtomîr, Ucraina.

## Demografie
Componența lingvistică a localității Sloboda-Novoselîțka
     Ucraineană (100%)
Conform recensământului din 2001, toată populația localității Sloboda-Novoselîțka era vorbitoare de ucraineană (100%).